# Czesław Bil
Czesław Bil (ur. 21 stycznia 1928 w Czarnożyłach, zm. 28 kwietnia 2019 w Bydgoszczy) – pułkownik pilot Sił Zbrojnych Polskiej Rzeczypospolitej Ludowej, wieloletni oficer lotnictwa myśliwskiego Wojsk Obrony Powietrznej Kraju, dowódca 26 pułku lotnictwa myśliwskiego OPK (1964-1971).

## Życiorys
W latach 1949–1951 studiował w Oficerskiej Szkole Lotniczej w Dęblinie, po której ukończeniu został promowany do stopnia chorążego. Służył kolejno w następujących jednostkach: w 3 pułku lotnictwa myśliwskiego we Wrocławiu, w 11 pułku lotnictwa myśliwskiego w Poznaniu (1951-1954), gdzie był kolejno pilotem, starszym pilotem, dowódcą klucza i dowódcą eskadry, oraz jako dowódca eskadry 62 pułku szkolno-treningowym w Poznaniu-Krzesinach (1954-1957). 
W latach 1957–1958 był zastępcą dowódcy 63 pułku szkolno-bojowego w Tomaszowie Mazowieckim, a w latach 1958-1962 sprawował tę samą funkcję w 61 lotniczym pułku szkolno-bojowym w Nowym Mieście nad Pilicą. W okresie od stycznia 1962 do marca 1963 przebywał na Kursie Doskonalenia Oficerów w Centrum Szkolenia Lotniczego w Modlinie. Następnie objął stanowisko zastępcy dowódcy 11 pułku lotnictwa myśliwskiego OPK w Debrznie. Od listopada 1964 do września 1971 był dowódcą 26 pułku lotnictwa myśliwskiego OPK w Zegrzu Pomorskim. 
Po ukończeniu studiów stacjonarnych w Akademii Sztabu Generalnego w Rembertowie (1971-1974) objął w sierpniu 1974 funkcję starszego inspektora bezpieczeństwa lotów w Dowództwie 2 Korpusu Obrony Powietrznej Kraju.
Pilot pierwszej klasy. Spędził w powietrzu ponad 4500 godzin. W 1987 przeszedł w stan spoczynku.

## Odznaczenia
- Krzyż Kawalerski Orderu Odrodzenia Polski (1975)
- Złoty Krzyż Zasługi (1969)
- Odznaka "Zasłużony Pilot Wojskowy PRL" (1980)

## Źródła
- Józef Zieliński: Dowódcy pułków lotnictwa polskiego 1921-2012. Warszawa: Bellona, 2015, s. 39-39. ISBN 978-83-11-13990-9. OCLC 924867180.